# Chrysotimus digitatus
Chrysotimus digitatus är en tvåvingeart som beskrevs av Yang och Saigusa 2001. Chrysotimus digitatus ingår i släktet Chrysotimus och familjen styltflugor.
Artens utbredningsområde är Yunnan (Kina). Inga underarter finns listade i Catalogue of Life.